# ويليام هنري هانتينغتون
ويليام هنري هانتينغتون (بالإنجليزية: William Henry Huntington)‏ هو صحفي أمريكي، ولد في 1820، وتوفي في 1885.